# Thạch Cổ
Thạch Cổ (chữ Hán giản thể:石鼓区, Hán Việt: Thạch Cổ khu) là một quận thuộc địa cấp thị Hành Dương, tỉnh Hồ Nam, Cộng hòa Nhân dân Trung Hoa. Quận Thạch Cổ nằm ở phía bắc của thành phố, phía đông giáp Tương Giang và đôi diện với Châu Huy qua sông, phía tây bắc giáp huyện Hoành Dương, phía nam là Nhạn Phong, tây là Chưng Tương. Quận này có diện tích 112 km2. Dân số năm 2005 là 200.413 người, trong đó dân số phi nông nghiệp là 158.592 người, chiếm 79% tổng dân số. Mã số bưu chính là 421xxx, mã vùng điện thoại là 0734. Quận lỵ đóng tại phố Tư Tiền.
Đến thời điểm cuối năm 2005, quận Thạch Cổ được chia ra thành 6 nhai đạo (Nhân dân Lộ, Thanh Sơn, Tiêu Dương, Ngũ Nhât, Hợp Giang và Hoàng Sa Loan) và 2 hương Giác Sơn và Tùng Mộc.